# Rosal Grup
Rosal Grup este o companie de salubritate din România.
A fost înființată la Cluj-Napoca, în anul 1991, sub denumirea de General Impex.
Are sediul central în București și puncte de lucru în orașele Cluj-Napoca, Suceava și Baia Mare.
Cifra de afaceri:
2007: 109,4 milioane lei (32,7 milioane euro)
2015: 221,7 milioane lei
2016: 222,8 milioane lei
Venit net:
2007:   1,6 milioane lei
2015: 32,6 milioane lei
2016: 23,5 milioane lei
Număr de angajați:
2007: 1.426
2015: 1.742
2016: 1.638